# 近鉄1600系電車
近鉄1600系電車（きんてつ1600けいでんしゃ）とは、近畿日本鉄道（近鉄）が1959年に導入した一般車両（通勤形電車）である。名古屋線初の高性能通勤車で、同線改軌後初の新形式でもある。
本項では1600系から改造された救援用電動貨車モワ50形も併せて記述する。1600系の改良増備車である1800系・1810系については近鉄1800系電車の項で解説する。
解説の便宜上、宇治山田・鳥羽側先頭車の車両番号+F（Formation=編成の略）を編成名として記述（例：モ1601以下2両編成=1601F）する。

## 概要
1957年に登場した南大阪線用一般車6800系「ラビットカー」はWN駆動方式・片側4扉20 m級車体を採用して急増する南大阪線沿線の通勤輸送に絶大な効果を発揮したが、名古屋線においては既に標準軌化工事が計画されていたため20 m級車体ながら吊り掛け駆動方式・片側3扉とされた6441系が5編成投入されたのみであった。
しかし、1959年に発生した伊勢湾台風による冠水・路盤流出といった大災害からの復旧工事と合わせて急遽繰り上げ実施された改軌工事とそれに関連した線路強化によって、名古屋線・神戸線でも大阪線・山田線と同等の20 m級大型車が直通運転可能となった。この改良工事で最大の恩恵を受けたのは名阪間を直通する甲特急であったが、一般車にもその恩恵はもたらされ、16 m級から19 m級の種々雑多な中型車が運用されていた名古屋線に、20 m級4扉車体を備えるWNドライブ車の開発が決定され、名古屋線に新製配置が開始された。それが1600系である。1600系に続き、改良増備型の1800系・1810系も登場している。
これらはラッシュ時輸送に絶大な威力を発揮したが、その新製ペースは遅く1959年から1966年までの8年間に41両が製作されたに留まり、1966年から1970年にかけて製造された1800系（計10両）や1810系（計43両）、1979年製造のサ1970形（計2両）を合わせても94両の製造に留まった。しかし、名古屋線には大阪線ほどの長距離急勾配区間は擁していないために抑速制動が省略され、名古屋統括部管内での限定運用を強いられたことから1990年代後半から順次新型車への代替が進行した。

## 構造

### 車体
車体は南大阪線用6800系より確立された近鉄標準スタイルを踏襲し、名古屋線初の片側4扉車となった。当時の近鉄社内では名古屋ラビットと呼ばれていた。電算記号（他鉄道事業者の編成番号に相当）が「R」だったのはこれに由来している。車体塗装はクリーム色に青帯をあしらった当時の高性能車標準色で落成した。

### 主要機器・性能
駆動装置はWNドライブで、主電動機は同時期の特急車で実績のある三菱電機MB-3020系を採用、1600系ではMB-3020D (125 kW) が搭載された。制御装置は日立製作所製超多段式VMC-HTB-10A（モーター4台制御）で電動車に搭載した。同年登場の小田急2400形電車（主制御器は1C8Mの三菱ABFM）ともに日本で初めてバーニヤスイッチによる超多段抵抗制御を採用し搭載した車両である。
台車は近畿車輛製金属ばね台車であるが、製造時期によっては新造品のKD-36系とKD-51系、10100系の台車交換によって捻出された台車を金属ばね化して流用したKD-30系を装着する車両が混在する。
集電装置はMc車連結側に1台装備した。
ブレーキ（制動）方式はHSC-D電磁直通ブレーキである。空気圧縮機はモ1600形とモ1650に、補助電源装置はモ1600形（モ1610 - モ1615は除く）とモ1650形、ク1700形（ク1710 - ク1715のみ）に搭載した。運転台側連結器は密着形であるが、当初、電気連結器は搭載されていなかった。
車両性能は最高速度110 km/hを確保した。

## 製造

### 初期車
基本編成は近鉄名古屋寄りからTc+Mcの2両編成で、初回製造分は5編成10両が投入された。なお、1961年製造の2次車まではク1600形（偶数）とモ1600形（奇数）を名乗ったが、1963年増備の3次車に合わせてク1600形はク1700形に改番された。

### 増備車
1961年に基本編成が4本（1606F - 1609F）増備され、1963年から1964年には基本編成が6本（1610F - 1615F）と増結用の単独Mc車モ1650形が5両（モ1651 - モ1655）、1965年から1966年にはモ1650形4両（モ1656 - モ1659）と単独Tcク1750形2両（ク1751・ク1752）がそれぞれ製造された。
その後、長距離急行や団体専用列車運用に対応するために、1967年に大阪線よりトイレ付きの1480系ク1580形3両（ク1581 - ク1583）を改番・編入してク1780形となったが、1973年にモ1601 - モ1603とク1780形の運転台を撤去してク1780形は付随車化されてサ1780形となり、1601F - 1603Fやモ1655 - モ1657と4両編成を組成した。
最終的に本系列として在籍した車両は44両となる。1次車ではファンデリアと扇風機が併用されていたが、2次車以降では扇風機のみとなった。

## 改造

### 単色塗装への変更
肌色・青帯の塗装で登場した初・中期車は1965年からマルーンレッド1色に変更された。また、1次車のファンデリアが撤去されている。

### 冷房化・車体更新
1982年から1964年製3次車1610F以降の冷房化と車体更新が行われ、車体の内外装材交換・方向幕設置、モ1656形 - モ1659形はク1750形や1800系 ク1950形と固定編成化された。

### 京都線増結車への転用
1982年6月1日実施の京都線急行の朝ラッシュ時5連化（新田辺駅 - 京都駅間）に伴い、増結用単独Mc車が必要となった。これに対応するためモ1650形モ1651 - 1654が連結面簡易運転台取付け・連結器高さ変更などの改造を受け、京都線に転属した。
その後、京都線での奇数編成の需要減と、大久保駅のホーム長制約が高架化で解消されたことから余剰となり、モ1651・1652は救援車モワ51・モワ52、モ1653・モ1654は無番号の構内入換車に転用されている。

### 救援車モワ50形への改造
モワ10形モワ15・モワ16の置き換えのため、京都線急行6両編成化で余剰となったモ1650形モ1651・モ1652を1990年に救援用電動貨車に改造したモワ50形が登場した。名古屋側からモワ51ーモワ52の2両編成を組み、明星検車区に配置された。
車体外観は冷房装置の有無とシルキーホワイト・マルーンレッドの塗装を除けば、1600系時代と同様である。台車は金属ばねであるが、KD-51BからKC-30Bに取り替えられている。またモワ52(旧・モ1652)は方向転換された。パンタグラフは、そのままでは両車のものが極端に近接することから、モワ52のものを連結面寄から運転台寄に移設している。そのため、両車とも宇治山田側に菱形式を1基ずつ搭載している。また、増結用のためにあった簡易運転台側の標識灯は撤去された（車庫内入換時の単車走行は可能）。最大積載量は10 tである。連結器高さは両車とも運転台側が880 mm、連結面側が増結車として使用されていた当時の800 mmのままである。
2000年11月10日付で廃車となり、現存しない。

### 構内入換車への転用
京都線の急行列車6両編成化で余剰となったモ1650形のうち、モ1653は五位堂検修車庫の入替車、モ1654は高安検修センターの入替車に改造された。
モ1654は2016年に16200系「青の交響曲（シンフォニー）」と同様の車体塗装に変更されている。

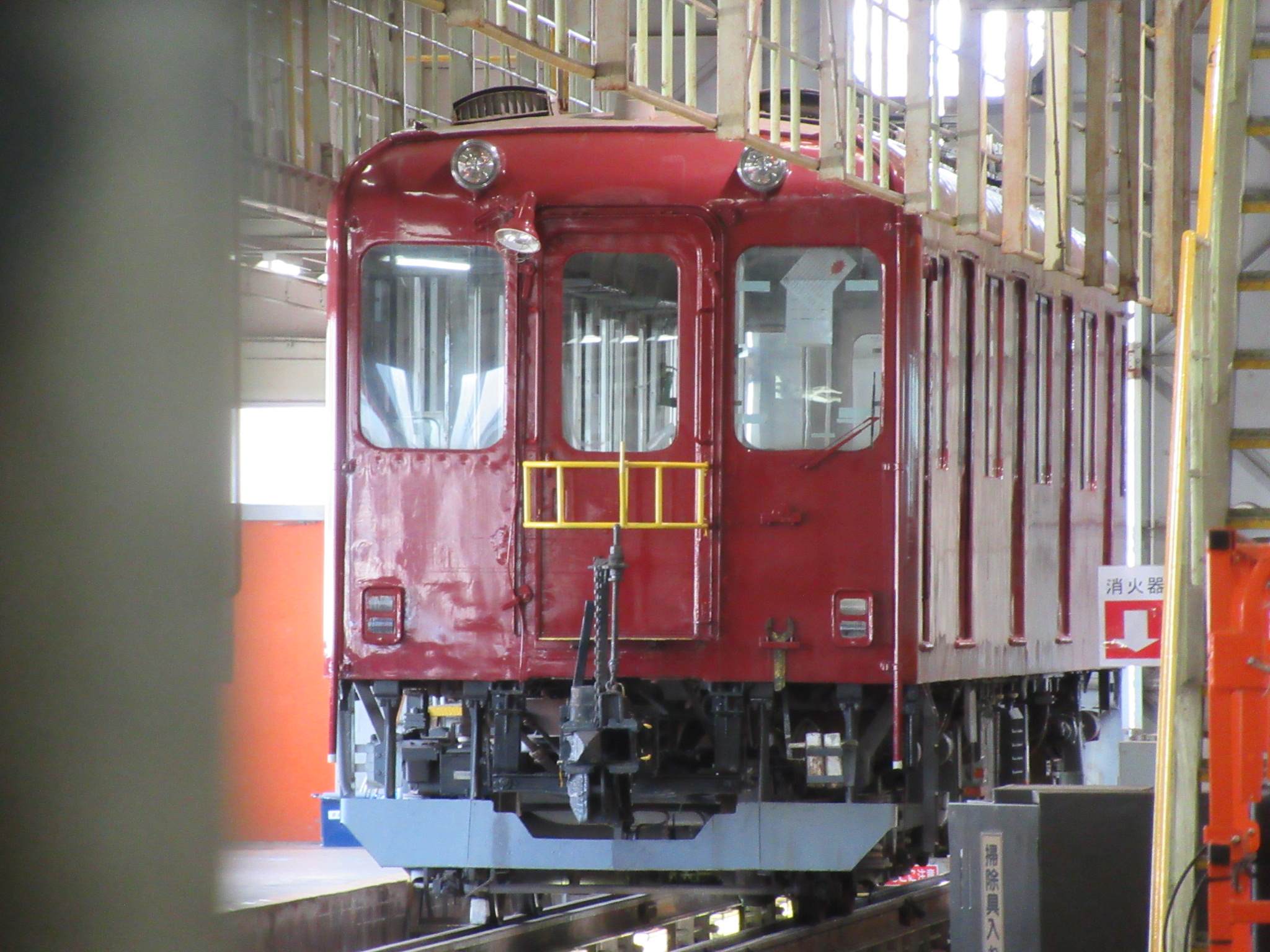
五位堂工場入替車（旧1653号車） *イベント時撮影
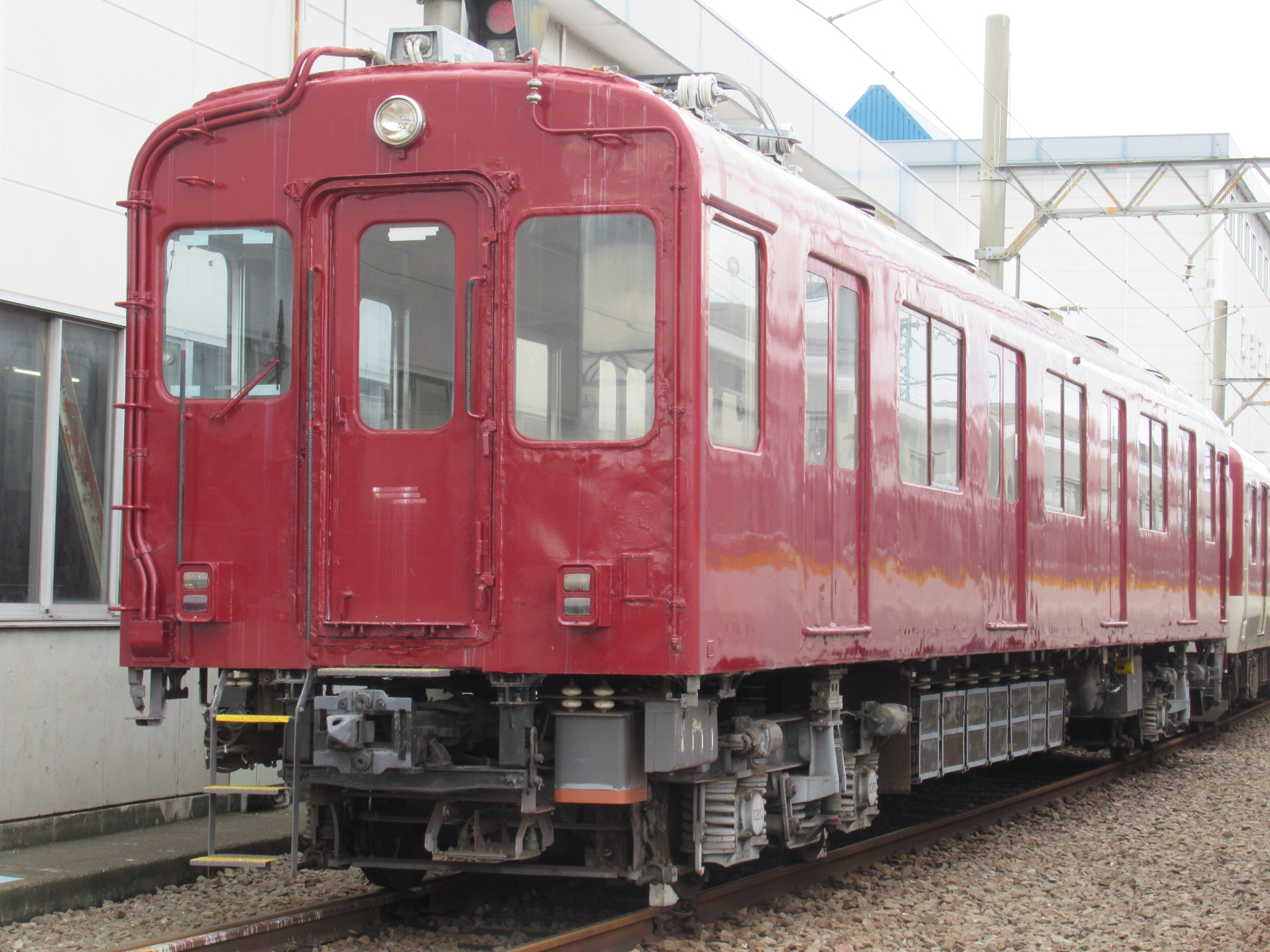
近鉄五位堂工場入替車 簡易運転台側 *イベント時撮影
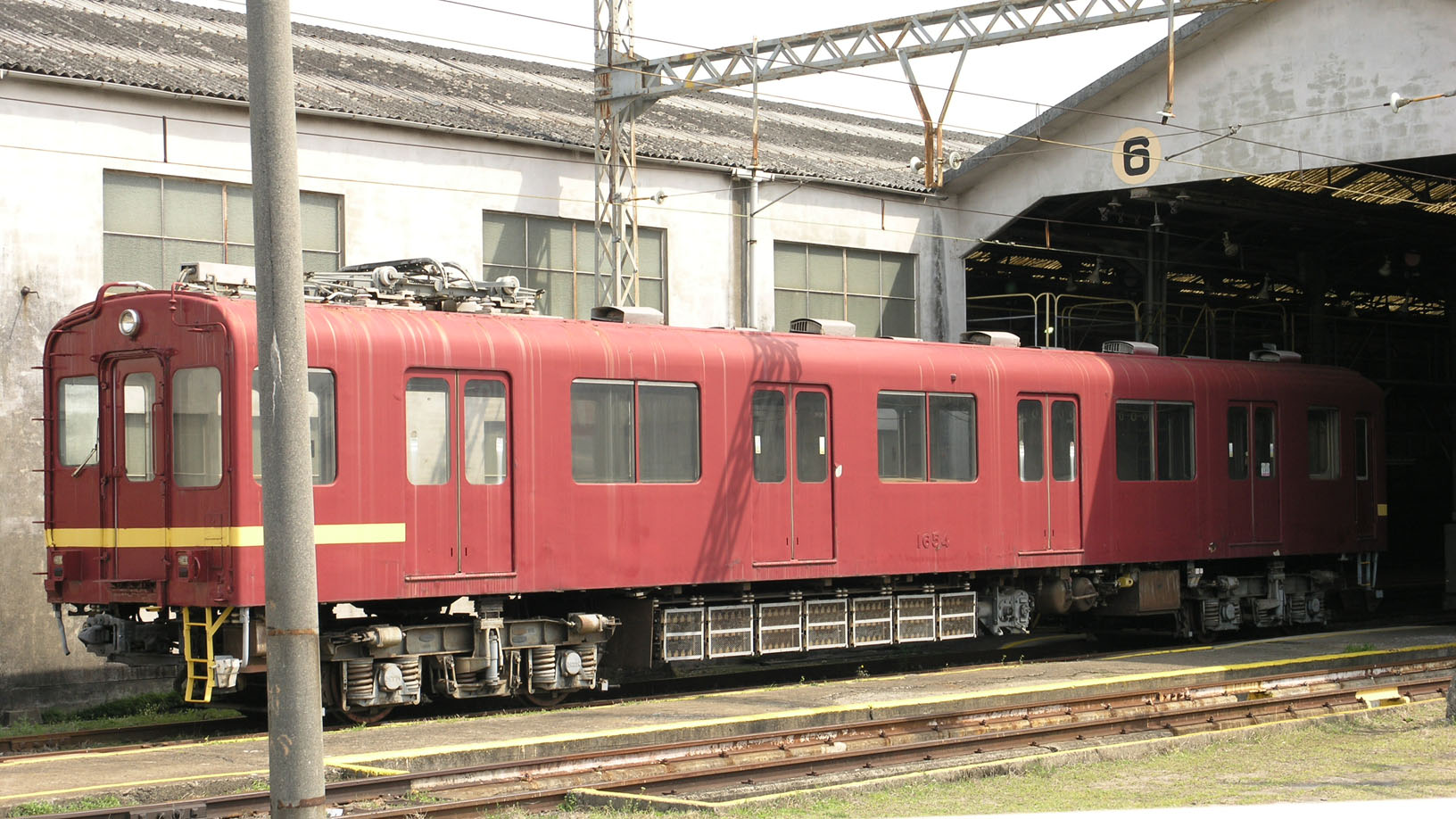
高安車庫入替車（旧1654号車）
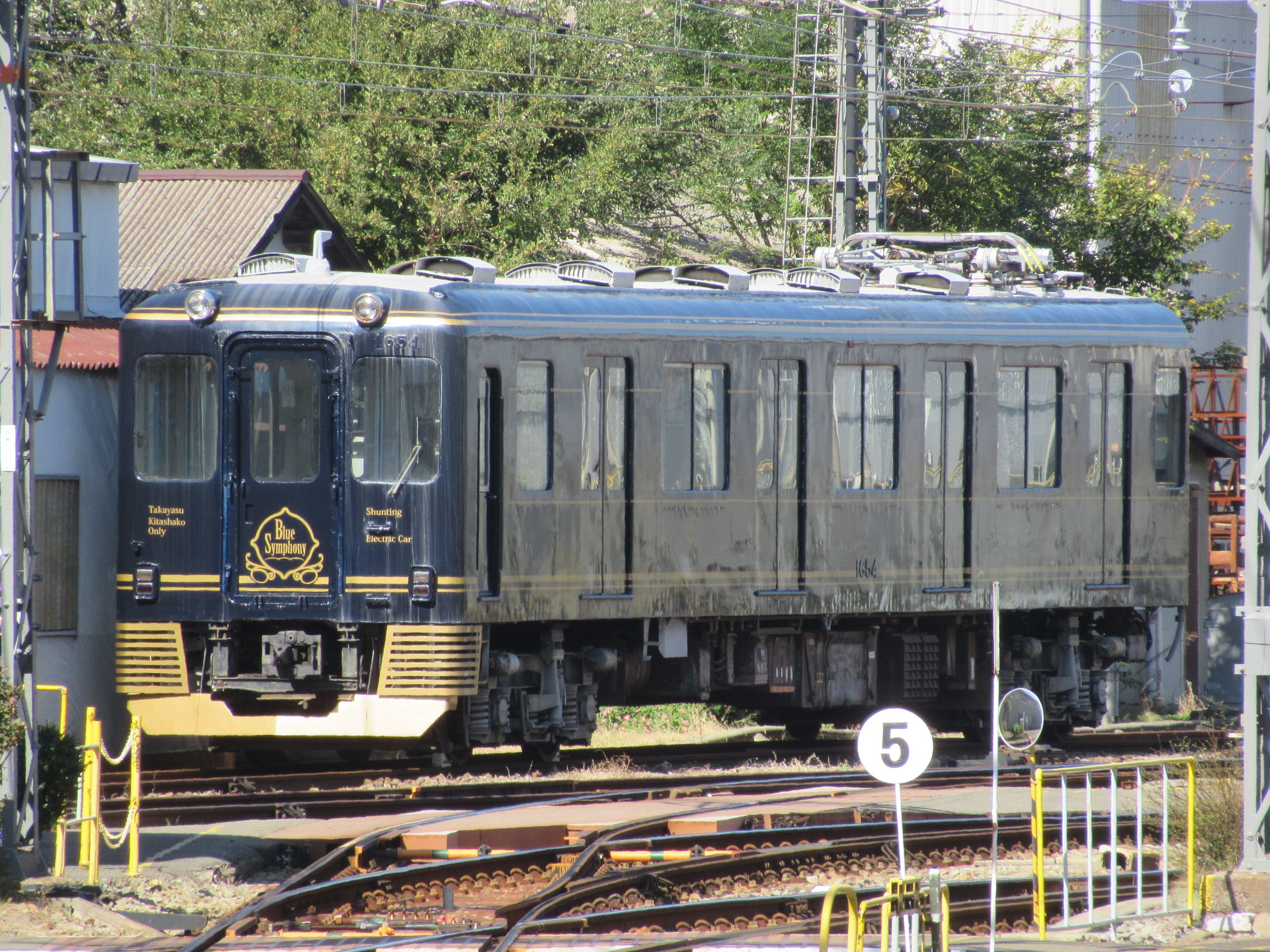
「青の交響曲（シンフォニー）」塗装となった高安工場入替車

### 養老線用600系への改造

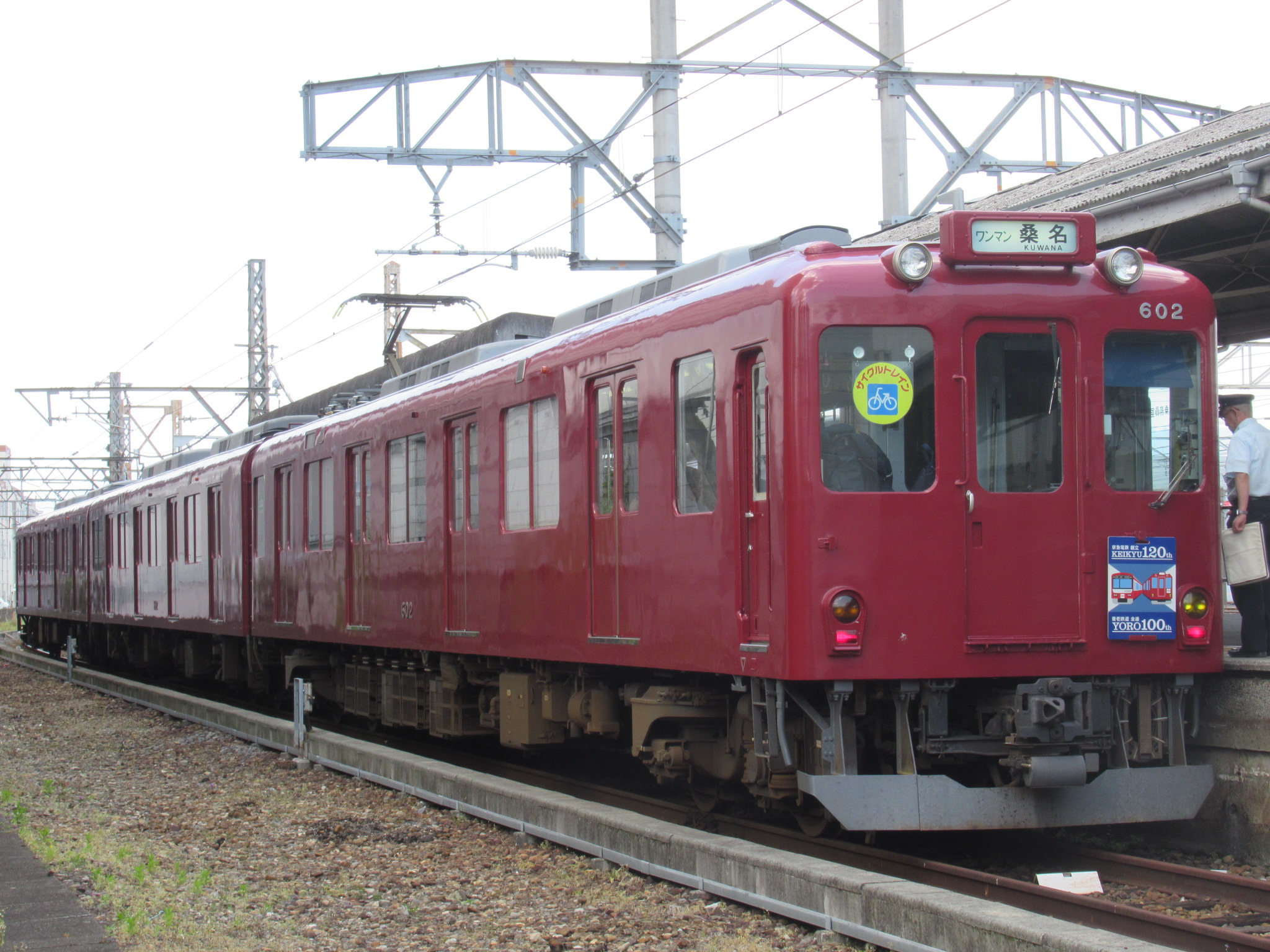
養老鉄道承継後の600系モ602（大垣駅、2019年）

1992年から1994年にかけて1615F・モ1650形（モ1656 - モ1659）・ク1750形は狭軌化改造の上、養老線（現・養老鉄道）に転出し、600系となった。編成は2両または3両編成となり、3両編成の中間車は南大阪線用6000系から編入された。

## 運用

### 名古屋線
登場当時は名古屋線・神戸線→鈴鹿線、山田線で、直通の長距離急行から普通列車まで使用されていた。1964年の湯の山線の改軌以降や1970年の鳥羽線開業と志摩線の改軌後は、この3線でも運用されるようになり、1975年の大阪線全線複線化後は急勾配と曲線を緩和した新線に切り替えた東青山駅 - 伊勢中川駅間でも運用された。名古屋線内では1984年までは遅延回復時を除き100 km/h運転であったが、同年に110 km/hに引き上げられた。
後年のワンマン運転化や車両運用見直しで鈴鹿線や湯の山線、志摩線、大阪線東青山駅以東の定期運用からは撤退した。

### 京都線
増結用として京都線に転属したモ1650形モ1651 - モ1654は本来の5両編成運用の他にも、2両固定編成や3両固定編成に1両・2両連結した3両・4両編成を組成することもあり、この場合は京都線の新田辺以南や橿原線・天理線、奈良線大和西大寺駅 - 近鉄奈良駅間でも運用していた（電気制動が省略されたため、奈良線の大和西大寺以西には入線不可能）。

## 廃車
1次車、2次車1601F - 1609Fとモ1655、サ1780形の全車は冷房改造・車体更新の対象外となり、1988年より順次廃車された。残存車の一部は1992年より養老線用の600系に改造されたが、名古屋線に残った編成は1997年までに全車廃車され、系列消滅した。その後、制御装置がモト94・96の機器更新用として転用された。